# Ericka Cruz
Pour les articles homonymes, voir Cruz.
Ericka Yadira Cruz Escalante (née le 16 novembre 1981 à Mérida, Yucatán) est une mannequin mexicaine, lauréate du concours de beauté Nuestra Belleza Mexico (Miss Mexique) 2001. Elle représenta son pays lors de Miss Univers le 29 mai 2002 à San Juan, Porto Rico.

## Carrière
Née dans le Yucatán, Ericka Cruz fut avant tout une athlète, réalisant un record étatal du saut en longueur, puis remportant en 1997 deux médailles de bronze aux Jeux d'Amérique Centrale au Salvador en saut en longueur et 4 × 100 mètres. Elle laissa sa carrière sportive de côté en raison d'une lésion à la cheville.
Elle se tourna vers les concours de beauté. Elle remporta son concours étatal, puis Nuestra Belleza México en 2001. Elle s'installa à Mexico afin de préparer sa participation à Miss Univers. Elle reçut des cours d'expression corporelle, d'expression verbale, d'anglais, d'histoire, de yoga, et de maquillage, entre autres. Le concours eut lieu le 29 mai 2002 ; Ericka ne se plaça pas parmi les finalistes. Elle fut la première représentante mexicaine de couleur ,, provoquant ainsi les protestations de certaines autres candidates nationales, prétendant qu'Ericka Cruz ne représentait pas la femme typique mexicaine.
Elle débuta en politique dans le cabinet du gouverneur Víctor Cervera Pacheco. Elle fut candidate à la mairie de Mérida en 2004.